# ヴォルフラム・ジーヴァス

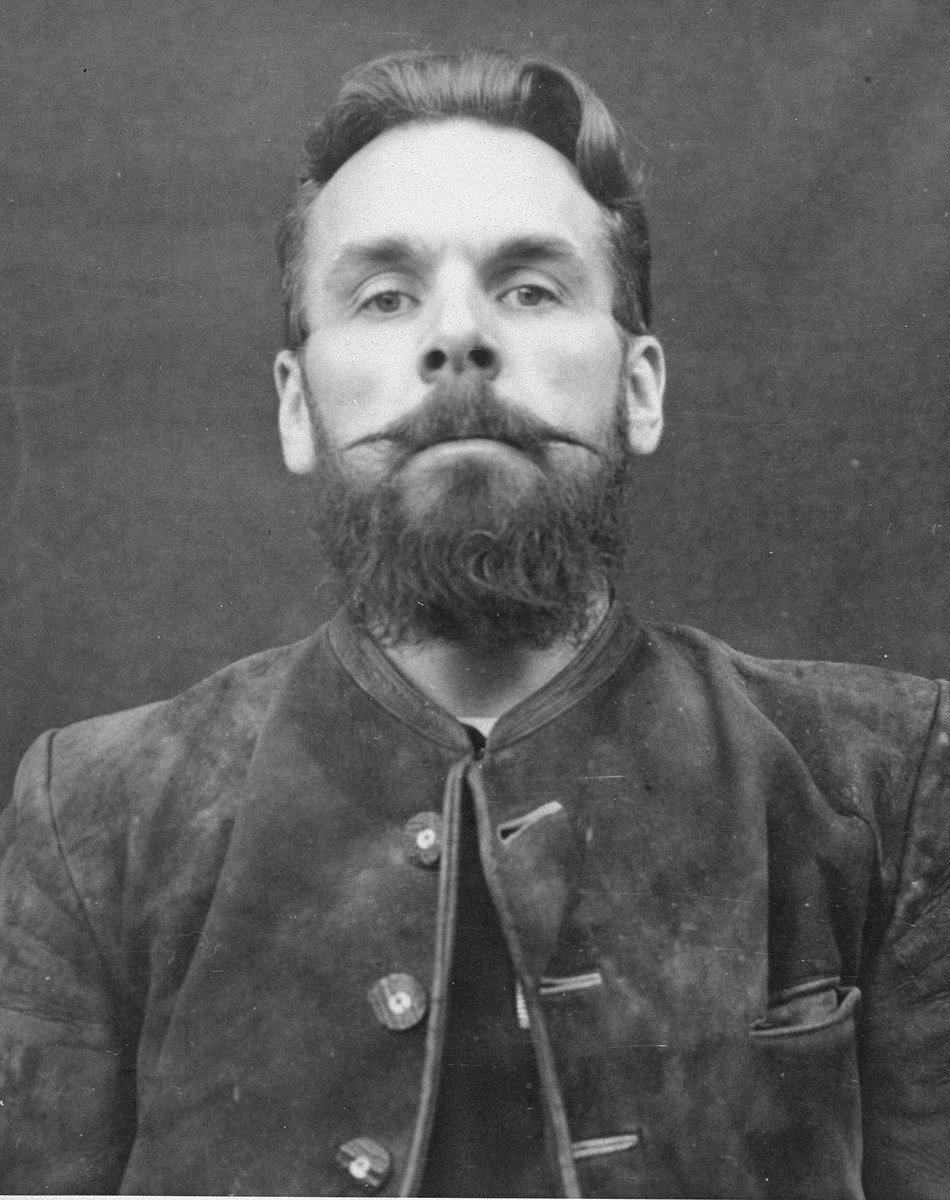

ヴォルフラム・ジーヴァス（ドイツ語: Wolfram Sievers, 1905年7月10日 - 1948年6月2日）は、ナチス・ドイツの考古学やオカルトなどの研究機関「アーネンエルベ」の事務長をつとめた人物。親衛隊（SS）隊員でもあり、最終階級は親衛隊大佐（SS-Standartenführer）。戦時中、デタラメな人種研究のためにユダヤ人を人体実験に使ったため、戦後、連合軍により逮捕されて処刑された。

## 略歴
ヒルデスハイム（Hildesheim）出身。父はプロテスタント教会の音楽家だった。彼も音楽の才能があり、チェンバロ・ピアノ・オルガンが得意だったという。ドイツのバロック音楽を愛したという。学生の頃から反ユダヤ主義団体「ドイツ民族防衛同盟（Deutschvölkischer Schutz- und Trutzbund、DSTB）」に参加し、過激な活動により学校から追放されている。その後、セールスマンとして働く傍らシュトゥットガルトの専門大学に通い、歴史・哲学・宗教を学んだ。その後、芸術者連盟（Artamanen-Gesellschaft）で「大地へ帰れ運動」などに参加した。
1929年に国民社会主義ドイツ労働者党（ナチス党）に入党。1933年には親衛隊全国指導者ハインリヒ・ヒムラーがエクステルンシュタイネ（de:Externsteine）の研究のために設立した「エクステルンシュタイネ財団（Externsteine-Stiftung）」を任された。1935年に親衛隊（SS）に入隊。同年、アーネンエルベの事務長（Reichsgeschafsführer）に就任した。アーネンエルベの総裁は別にいたが、アーネンエルベの実務は完全に彼が取り仕切っていた。1943年に「軍事科学研究会 （Institut für wehrwissenschaftliche Zweckforschung）」の監督官となった。
彼はこれらの地位に基づきナチスの様々なでたらめな人体実験に深く携わっていた。そのひとつにストラスブールライヒ大学のアウグスト・ヒルトの人種研究のために人骨を集めることへの助力がある。彼は人骨を集めるためだけに112人のユダヤ人囚人を選び出して殺害している。
ドイツの敗戦後、連合軍により逮捕され、ニュルンベルク継続裁判の医者裁判の被告人の一人となった。犯罪的な人体実験に積極的にかかわっていたことが暴かれ、1947年8月20日に死刑判決を受け、1948年6月2日にバイエルン州のランツベルク刑務所において絞首刑に処された。

## 文献
- Michael H. Kater: Das „Ahnenerbe“ der SS 1935-1945. Oldenbourg Verlag, 2001, ISBN 3-486-56529-X
- Hans-Joachim Lang: Die Namen der Nummern. Hoffmann und Campe, 2004, ISBN 3-455-09464-3